# 法律意見書
法律意見書（英語：Legal opinion，或），也譯為司法意見書，法律名詞，源自於英美習慣法。
在英美習慣法中，在訴訟案結束時，法官發布法庭判令時，會伴隨一份文件，內容在於解釋做出這項判決的理由，這些理由被稱為法官意見（opinion，或consilia），這份文件即是法律意見書。法律意見書會被匯整起來，形成判決先例。司法人員或律師就其對適用於特定事實的法律的理解所發表的書面意見，它能否為依此意見行事者提供保護，取決於該意見書的性質和調整這種意見書的相關法律規定。

## 分類
- 主要意見書
- 協同意見書
- 不同意見書
- 複數意見書
- 備忘意見書

## 外部連接
- R. C. A. White, I. Boussiakou Separate opinions in the European Court of Human Rights （页面存档备份，存于）